# Liste des théâtres et salles de spectacle de Toulouse

## Théâtres
- Théâtre du Capitole
- Théâtre National de Toulouse, ou théâtre de la Cité (TNT)
- Théâtre Sorano
- Théâtre du Grand Rond[1]
- Théâtre Garonne
- Théâtre Le RING-Scènes Périphérique[2]
- Théâtre Le Hangar
- Théâtre du Pavé[3]
- Théâtre du Fil à plomb
- Théâtre des Mazades
- Nouveau théâtre Jules-Julien
- Théâtre du Pont-Neuf
- Théâtre de la Violette
- Théâtre de Poche
- Théâtre du Chien Blanc[4]
- Théâtre Roquelaine[5]
- Café-théâtre les 3 T
- Café-théâtre les Minimes[6]
- Café-théâtre Le 57
- La Cave Poésie
- La Comédie de Toulouse
- Théâtre du Citron Bleu
- Théâtre Le Studio 55

## Salles de spectacle
- Halle aux Grains
- Zénith de Toulouse
- Auditorium de Saint-Pierre-des-Cuisines
- Casino-théâtre Barrière de Toulouse
- Salle Nougaro
- Metronum
- Le Bijou
- Le Taquin Jazz Club

### Proche de Toulouse
- Interference (Balma)
- Odyssud (Blagnac)
- Altigone (Saint-Orens-de-Gameville)
- Le Bikini (Ramonville-Saint-Agne)
- Grande Halle (L'Union)
- Le Bascala (Bruguières)
- La Fontaine (Préserville)
- Le Phare (Tournefeuille)
- L'Escale (Tournefeuille)[7]
- Théâtre municipal Marc Sebbah (Muret)

## Salles de cinéma d'art et d'essai
- ABC (cinéma)
- L'American Cosmograph
- Cinémathèque de Toulouse
- Le cratère (cinéma)
- Le métro (cinéma)

## Anciens théâtres et salles de cinéma
- Théâtre des Nouveautés (Toulouse)
- Théâtre de la Digue (fermé en juin 2011)

Anciennes salles de cinéma du centre ville (présentant les exclusivités et premières visions):
- Cinéma Le Royal (fermé en octobre 1977)
- Cinéma Le Gaumont Palace (devenu Le Gaumont)
- Cinéma Le Plaza (anciennement le Paramount, fermé en 1963)
- Cinéma Le Grand Café Paul (fermé à la Libération)
- Cinéma L'Utopia Toulouse (devenu l'American Cosmograph) (anciennement nommé le "Rio")
- Cinéma Le Cinéactal (fermé à la Libération)
- Cinéma Pathé (anciennement Le Select, puis le Gallia, puis le Paris, fermé en 1980)
- Cinéma Les Nouveautés
- Cinéma L'Appolo (devenu Le Trianon, fermé en 1990)
- Cinéma Les Variétés (devenu l'UGC, fermé en 2019)
- Cinéma Le Zig-Zag (fermé en 2004)
- Cinéma Le Wilson (devenu Le Club, fermé en 1991)

Anciennes salles de cinéma de seconde vision:
- Cinéma GALLIA